# Phelocalocerella albonotata
Phelocalocerella albonotata är en skalbaggsart som först beskrevs av Maurice Pic 1935.  Phelocalocerella albonotata ingår i släktet Phelocalocerella och familjen långhorningar. Inga underarter finns listade i Catalogue of Life.